# Borbotana
Borbotana é um gênero de traça pertencente à família Arctiidae.